# Seerp Gratama

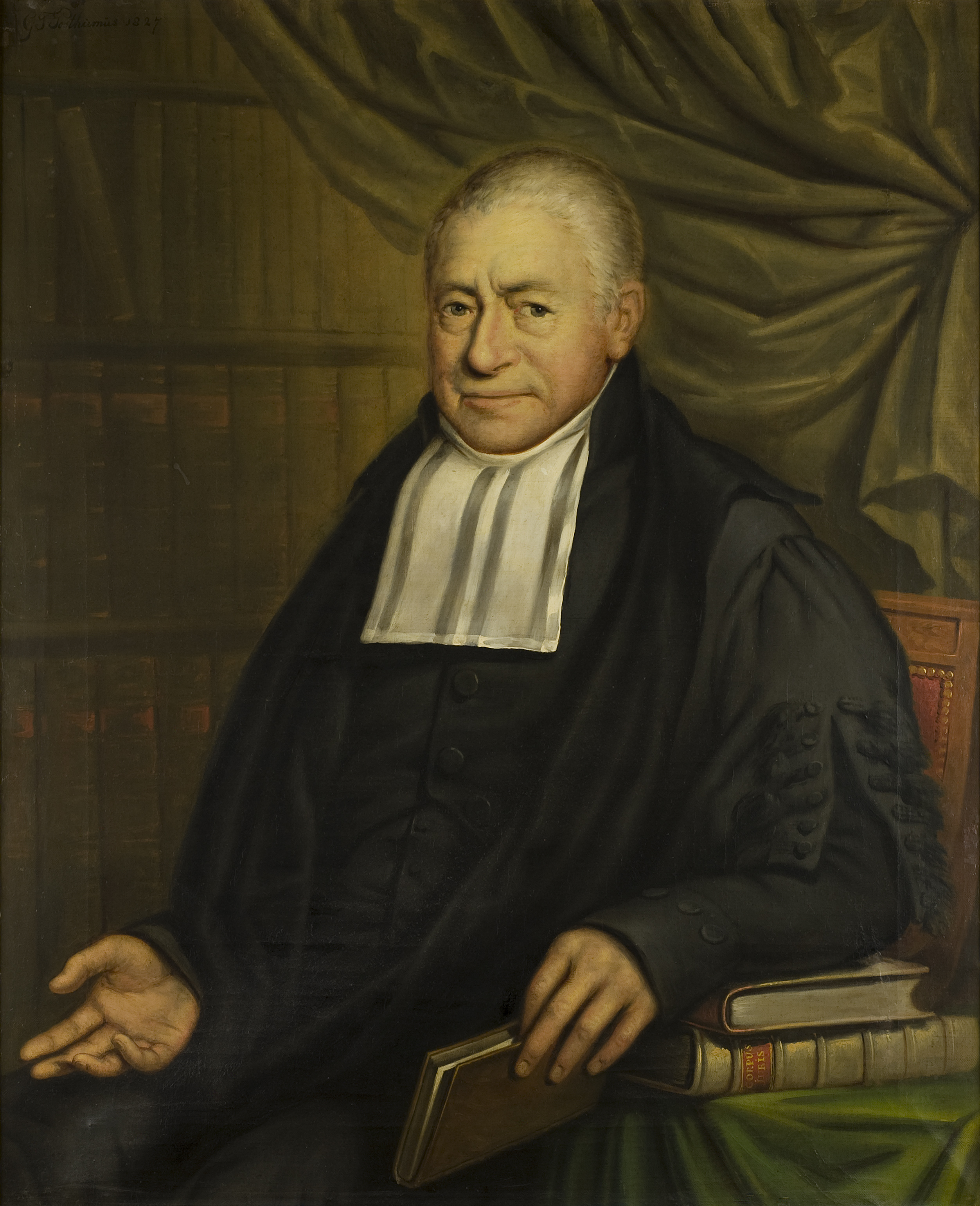
Seerp Gratama

Seerp Gratama (* 27. Oktober 1757 in Harlingen; † 19. September 1837 in Groningen) war ein niederländischer Rechtswissenschaftler.

## Leben
Der Sohn des Tjepke Gratama und der Rinske Donker hat seine erste Ausbildung an der Lateinschule seiner Heimatstadt und dann am Athenaeum in Deventer erhalten. Danach absolvierte er an der Universität Franeker ein Studium der Rechtswissenschaften,  promovierte 1783 zum Doktor der Rechte und arbeitete dann Rechtsanwalt in seiner Heimatstadt, wo er sich auch als Kaufmann betätigte. Während der revolutionären Unruhen war er als Offizier bei der bewaffneten Bürgerwacht beteiligt. In dieser Zeit wurden einige seiner Schriften veröffentlicht.
Diese brachten ihm 1797 eine Berufung als Professor für Römisches Recht an die Universität Harderwijk ein, wo er 1798/1799 auch Rektor der Alma Mater war. 1801 ging er als Professor für Natur- und Völkerrecht an die Universität Groningen. Sein Amt trat er am 24. September 1801 mit der Rede Oratio qua docetur: cum homines, tum etiam populos ad justitiam esse natos an. Später hat er auch die Professur für Strafrecht übernommen, und er lehrte ab 1821 den Code Napoléon. 1805 und 1816 war er Rektor der Groninger Hochschule, 1827 wurde er emeritiert.

## Werke
- Betoog van den gelukkigen toestand van Vriesland, afgescheiden van de tegenwoordige verdeeldheden, met bedenkingen over de vaderlandsliefde, over het geluk en het volksgeluk. Harlem 1795
- Onderzoek naar de geestelijke goederen in Friesland. Harlem 1796
- De indole, fontibus et remediis superstitionis; met goud bekroond door de bezorgers van het Stolpiaansch legaat en in deszelfs verhandelingen opgenomen. Leiden 1796 auch in holländisch erschienen unter dem Titel:Zedekundige verhandeling over de natuur en de oorzaken des bijgeloofs. Leiden 1796
- Beschouwing van de huisselijke slavernij bij de Romeinen. Groningen 1796
- Oratio de causis malorum, quae jurisprudentia naturalis, ejusque doctores fuerunt perpessi. Groningen 1806
- Oratio de honesta aemulatione inter homines, doctos in primis, et doctorum hominum corpora, excitanda, ad commune humanitatis civitatisque bonum. 1806
- Regtsgeleerd Magazijn. Groningen 1809
- Praelectiones ad prolegomena, et partem primam Institutionum Iustineanearum, commodo discipulorum suorum, suoque typis expressae. Groningen 1819
- Opuscula academica. Groningen 1821
- Redevoering over het staatswezen, den akademischen regtsleeraar en de regtsgeleerde verdiensten van A.J. Duymaer van Twist. Groningen 1821